# Gran Premio Industria Commercio Artigianato Carnaghese 2007
Il Gran Premio Industria Commercio Artigianato Carnaghese 2007, trentaseiesima edizione della corsa e valida come evento dell'UCI Europe Tour 2007 categoria 1.1, si svolse il 30 agosto 2007 su un percorso di 180,4 km. Fu vinta dal francese Aurélien Passeron che terminò la gara in 4h29'00", alla media di 40,238 km/h.
Partenza con 150 ciclisti, dei quali 79 portarono a termine il percorso.

## Ordine d'arrivo (Top 10)
| Pos. | Corridore             | Squadra       | Tempo    |
| ---- | --------------------- | ------------- | -------- |
| 1    | Aurélien Passeron     | Acqua & Sap.  | 4h29'00" |
| 2    | Moisés Aldape         | Panaria       | a 1"     |
| 3    | Niklas Axelsson       | Diquigiovanni | a 5"     |
| 4    | Hugo Sabido           | Barloworld    | a 10"    |
| 5    | Christian Murro       | Tenax         | s.t.     |
| 6    | Ján Valach            | ELK Haus      | a 12"    |
| 7    | Ruslan Pidhornyj      | Tenax         | a 14"    |
| 8    | Christian Pfannberger | ELK Haus      | a 55"    |
| 9    | Andreas Dietziker     | LPR           | s.t.     |
| 10   | Francesco Reda        | OTC Doors     | s.t.     |